# Tamás Szombathelyi
Tamás Szombathelyi (n. 1 mai 1953, Budapesta, Republica Populară Ungară) este un sportiv maghiar, medaliat olimpic. A participat la o ediție a Jocurilor Olimpice (1980) în care a câștigat o medalie de argint.

## Participări
Lista de mai jos prezintă principalele competiții la care a participat Tamás Szombathelyi de-a lungul carierei.
- Sovremennoe peatiborie na letnih Olimpiiskih igrah 1980[*]